# Jiří Rohan
Jiří Rohan, né le 13 décembre 1964 à Prague, est un céiste tchèque pratiquant le slalom. Il est le père du céiste Lukáš Rohan

## Palmarès

### Jeux olympiques
- 1992 à Barcelone,  Espagne
  -  Médaille d'argent en C-2 slalom
- 1996 à Atlanta,  États-Unis
  -  Médaille d'argent en C-2 slalom